# Fidget spinner

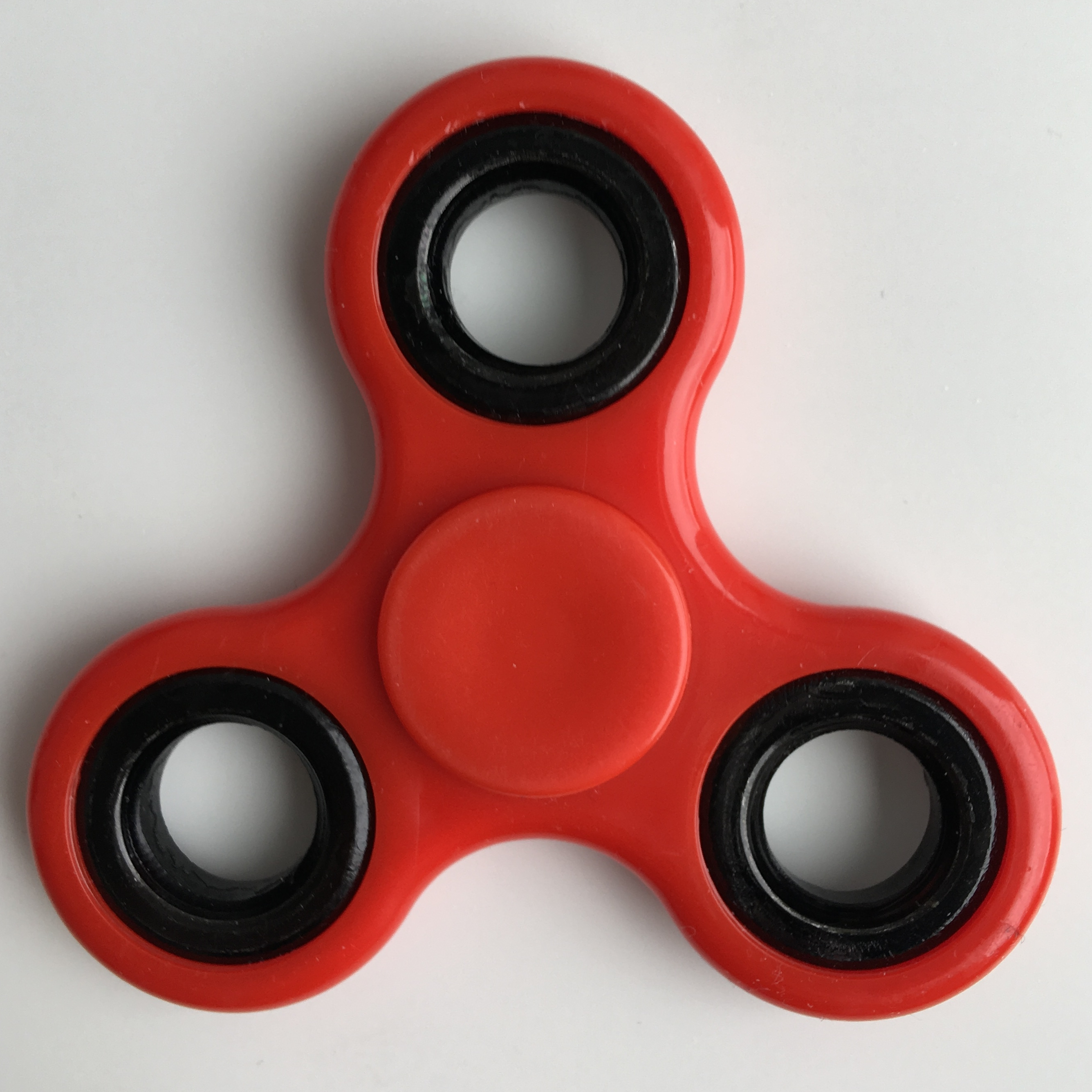
En röd fidget spinner.

En snurrande fidget spinner.

En fidget spinner är en roteringsbar leksak. Den är utformad med ett kullager och (vanligen) tre små blad som får leksaken att snurra. Materialen varierar och de tillverkas av både plast och metaller som stål, titan, koppar och aluminium. Det finns också spinners som skrivs ut på 3D-skrivare.
Leksaken marknadsförs ofta för sina hälsofördelar, de sägs bland annat vara lugnande, stresslindrande och hjälpa människor med koncentrationssvårigheter eller som har problem med att fokusera eller är nervösa (såsom de diagnosticerade med ADHD, autism eller ångest). Leksaken började användas av elever i skolorna, vilket resulterat i att en del skolor förbjudit produkten med argumentet att leksaken blivit ett störande inslag i klassrummen. I andra skolor har leksaken använts i syfte att hjälpa elever att koncentrera sig bättre.